# Urbanisme négocié
L'urbanisme négocié est un concept relatif au montage et à la gouvernance d'une opération d'aménagement, et du projet urbain au sens large. Il propose une articulation partenariale entre les collectivités locales, les aménageurs et les porteurs de projets (promoteurs immobiliers, bailleurs sociaux), en rupture avec les modes de projet conventionnels comme la Zone d'aménagement concertée[réf. nécessaire]. 
Préfiguré en 1999 par la SAMOA et Alexandre Chemetoff à travers la notion de plan-guide sur le projet de l'Île de Nantes, l'urbanisme négocié est aujourd'hui un concept répandu parmi les maîtres d'ouvrage qui espèrent trouver un mode opératoire plus rapide, plus souple et moins coûteux. Sujet à débat, le concept est expérimenté pour mener des projets de grande envergure, à l'instar des Bassins à flot à Bordeaux et du projet Lyon Part-Dieu. 

## Définition
L'urbanisme négocié se définit par la co-construction du projet urbain entre des acteurs publics et des acteurs privés. Il s'inscrit en opposition à un urbanisme planificateur, qui implique une forte maîtrise foncière et la prescription d'orientations programmatiques et architecturales de la puissance publique, ou à un urbanisme réglementaire, qui laisse aux documents d'urbanisme le soin de cadrer les développements privés. Le concept est intimement lié à celui d'urbanisme de projet, qui préconise une plus grande souplesse dans la rédaction des documents d'urbanisme, et notamment des Plans locaux d'urbanisme : ce n'est plus la règle qui fait le projet, c'est le projet qui fait la règle. 
Dans son application opérationnelle, l'urbanisme négocié trouve différentes interprétations et des implications sur divers champs : 
- Du point de vue du montage opérationnel, l'urbanisme négocié peut faire appel à la contractualisation d'opérations immobilières de grande ampleur (macro-lots), à des outils juridiques de partage des investissements (plan d'aménagement d'ensemble, projet urbain partenarial), ou encore à la fondation de structures de projet ad hoc (SAS de projet, SEM à opération unique d'aménagement). L'objectif étant également de trouver des accords directement auprès des propriétaires fonciers, l'urbanisme négocié implique également la rédaction de différentes chartes et protocoles précisant les transactions foncières à réaliser[3].
- Du point de vue de la gouvernance, l'urbanisme négocié induit la conduite d'un dialogue entre les porteurs de projets et la collectivité, dans le cadre de structures formelles ou informelles : gré à gré, ateliers, appels à projet. Cette négociation peut être conduite à différentes temporalités d'un projet urbain ou d'une opération immobilière, allant de la phase pré-opérationnelle, jusque, dans certains cas, la phase de chantiers[réf. nécessaire].

## Exemples
- Le projet des Bassins à flot à Bordeaux est considéré comme la première expérimentation française d'urbanisme négociée la grande échelle[1]. Mené intégralement sur des terrains non maîtrisés par la puissance publique, le projet urbain a été cadré par un Atelier de projet chargé de recevoir les opérateurs immobiliers et leurs architectes à chacune de leurs étapes d'avancement. La méthode, proposée par l'urbaniste Nicolas Michelin, est aujourd'hui répliquée par son agence ailleurs en France[4].
- Toulouse[5], Nancy[6], Besançon[7] et Nantes[8] font également partie des collectivités qui revendiquent une démarche d'urbanisme négocié sur une ou plusieurs opérations.